# Francesco Gonzaga (cardinale 1444)
Francesco Gonzaga (Mantova, 15 marzo 1444 – Bologna, 21 ottobre 1483) è stato un cardinale e vescovo cattolico italiano.

## Biografia

### I primi anni
Francesco Gonzaga era figlio di Ludovico II Gonzaga, marchese di Mantova, e di sua moglie Barbara di Brandeburgo.
Dopo aver compiuti gli studi a Padova, passò all'Università di Pisa ove si laureò per poi essere nominato dal febbraio del 1454 alla carica di protonotario apostolico. Procuratore della chiesa di Mantova, durante gli anni giovanili condusse una vita ampiamente laicale malgrado avesse ormai intrapreso chiaramente la carriera ecclesiastica. Nel 1477 da una certa Barbara ebbe un figlio naturale, Francesco (†1511), detto "il Cardinalino".

### La nomina a cardinale

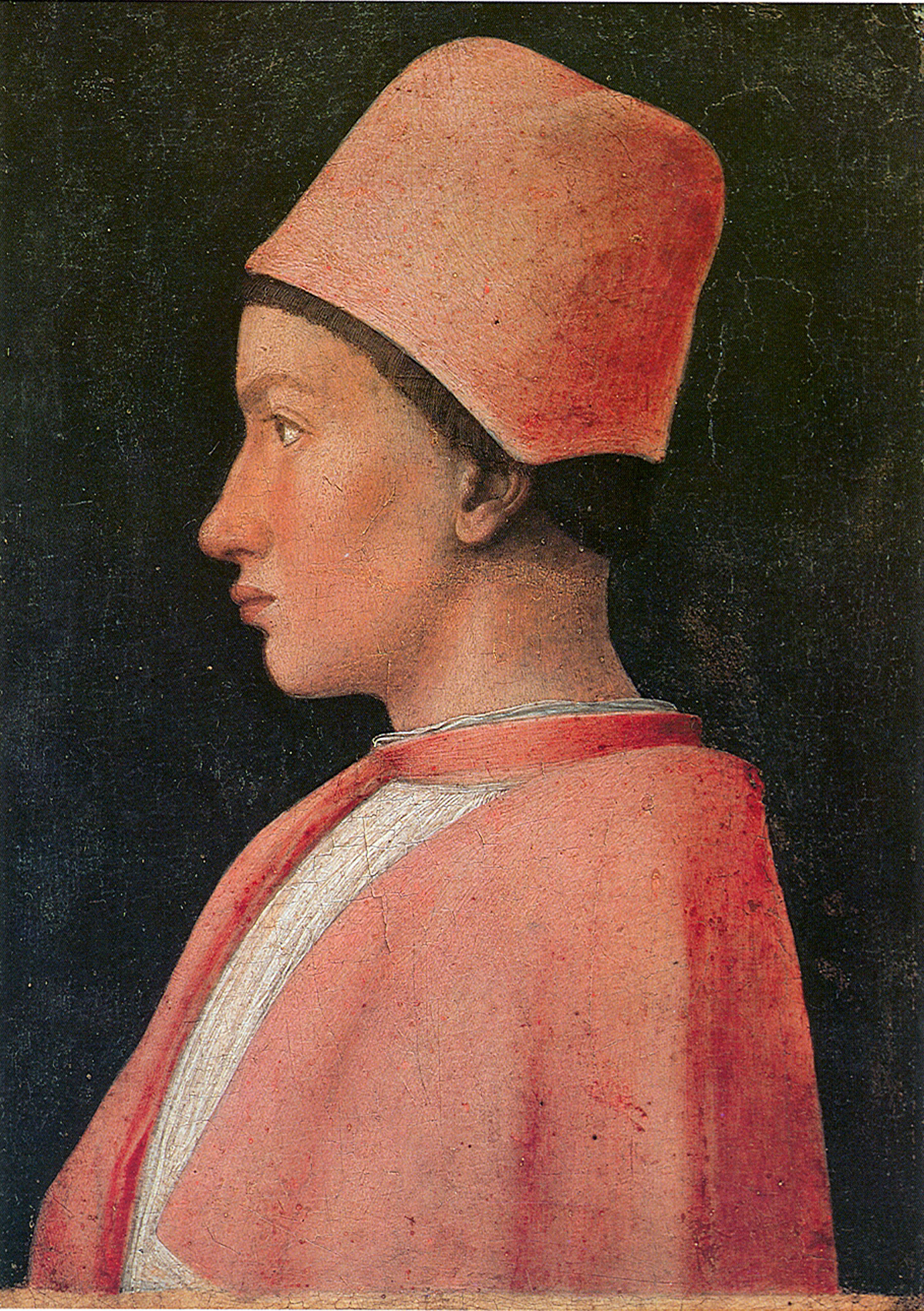
Andrea Mantegna, probabile ritratto di Francesco Gonzaga, 1461.

Venne nominato cardinale a diciassette anni da Pio II su pressione del cugino, il principe elettore Alberto III di Brandeburgo, dopo gli otto mesi di soggiorno del pontefice a Mantova in occasione della Concilio tenutosi in quella città. L'incontro tra il padre il marchese Ludovico e il neo cardinale recantesi nella città natale per l'incoronazione a cardinale, fu immortalato in una delle più note opere pittoriche del rinascimento italiano: gli affreschi di Andrea Mantegna della Camera degli Sposi. Francesco fu il primo tra i dieci Gonzaga a essere nominato cardinale e gli fu assegnata la chiesa romana di Santa Maria Nuova.
Nominato vescovo di Bressanone nel 1464, prese parte al conclave che in quello stesso anno elesse papa Paolo II, al quale egli offrì personalmente uno splendido banchetto il 16 settembre in occasione della presa di possesso del soglio pontificio. Nominato amministratore della diocesi di Mantova il 20 agosto 1466, occupò tale posto sino alla propria morte.
Prese parte quindi ai concistori segreti del 7 gennaio 1467 e 30 giugno 1470. Nel concistorio celebrato a San Marco il 18 febbraio 1471 il pontefice lo nominò legato a latere a Bologna e contemporaneamente venne nominato commissario apostolico per gli stati paterni, con la facoltà di smuovere la propria diocesi a favore di una crociata contro i turchi che però non si compì mai in quell'epoca. Presa ormai residenza a Roma, durante la propria permanenza accolse col cardinale Marco Barbo il nuovo duca di Ferrara, Borso d'Este. Lasciò quindi Roma per Bologna il 5 luglio 1471 giungendo in Emilia il 21 luglio successivo. Fece poi ritorno a Roma il 4 agosto di quello stesso anno per prendere parte al conclave del 1464 che elesse il pontefice Paolo II. La sua legazione a Bologna gli venne confermata dal nuovo papa Sisto IV e ricevette in commenda anche l'abbazia di San Gregorio presso Mantova, rinunciando il 18 marzo 1472 a quella di San Tommaso Maggiore presso Verona. Durante la sua permanenza a Bologna, il 2 maggio 1472, ricevette nel proprio palazzo il cardinale Giovanni Bessarione che si trovava di passaggio verso la Francia ove si recava a negoziare l pace tra il re francese e il duca di Borgogna.
Nominato amministratore della sede metropolitana di Lund, occupò tale incarico sino al 1474 e si preoccupò di offrire a Bologna un banchetto per l'ambasciata francese inviata da Luigi XI di Francia presso papa Sisto IV. Nel 1472 ottenne la commenda del monastero di Sant'Andrea a Mantova per poi fare ritorno a Roma dal 24 novembre 1473. Nell'aprile del 1474 venne incaricato di ricevere a Roma con i dovuti onori il re Cristiano I di Danimarca e Norvegia presso la corte pontificia. Per ricompensarlo degli ottimi servigi svolti, il pontefice nel 1475 gli concesse in commendam la diaconia di Sant'Agata dei Goti.

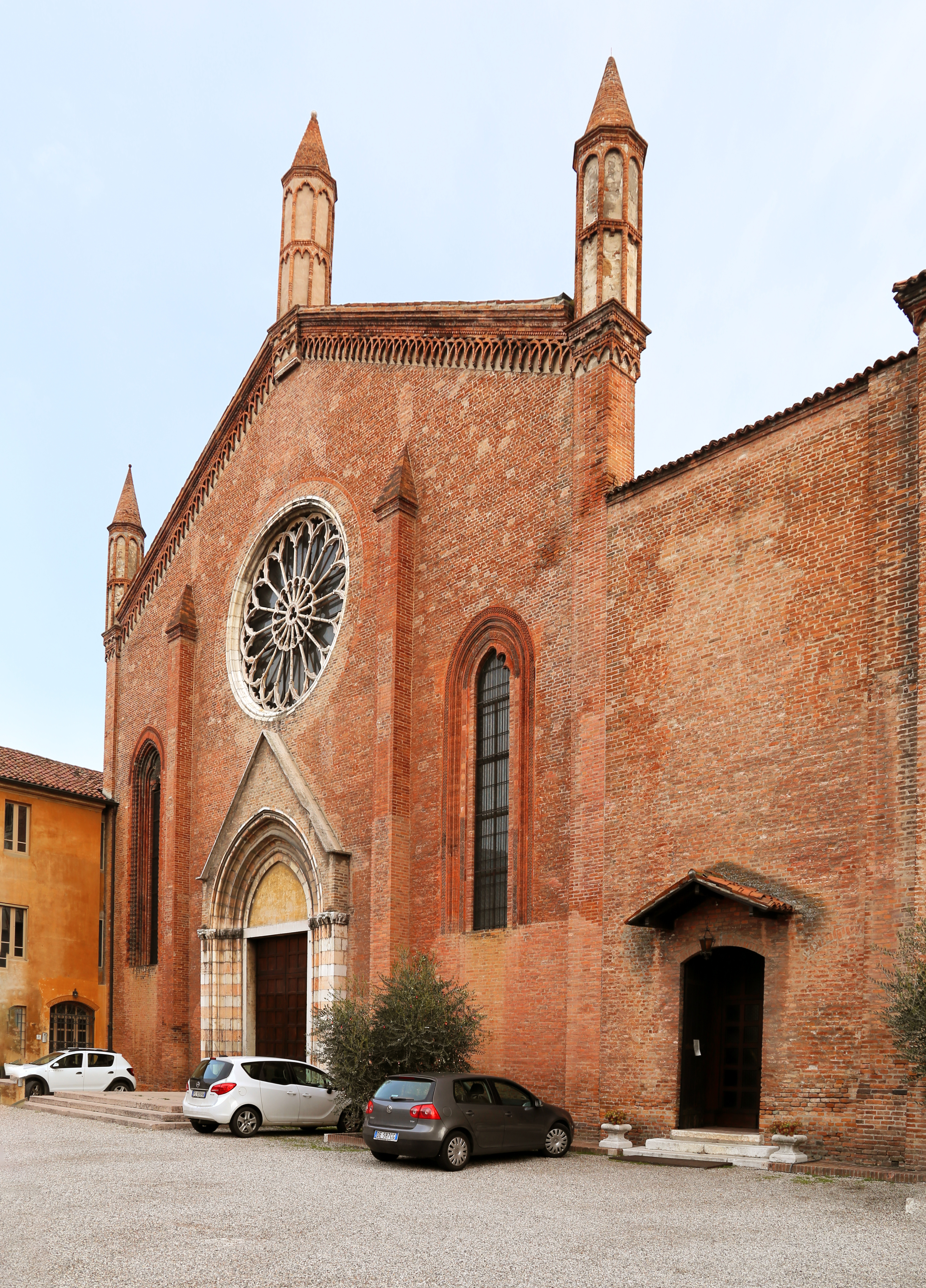
Mantova, chiesa di San Francesco, luogo di sepoltura del cardinale Francesco Gonzaga

Fuggì da Roma il 10 giugno 1476 per lo scoppio della peste col seguito della corte pontificia e finalmente, il 26 luglio 1476 venne nominato amministratore della sede episcopale di Bologna. Qui accolse sotto la sua protezione il poeta romano Paolo Emilio Boccabella, con l'intenzione di farne il suo segretario.
Nel 1477 si trovava ancora a Roma e prese possesso effettivo della propria arcidiocesi solo il 18 luglio 1478, dimettendosi nel contempo dalla carica di abate commendatario del monastero di San Dionigi di Milano (18 gennaio). 
Nel gennaio 1479 fu a Ferrara per ragioni non chiare. Il cronista Bernardino Zambotti, che lo vide, così entusiasticamente lo descrive:
(Bernardino Zambotti, Diario Ferrarese dall'anno 1476 sino al 1504.)
Ristabilì l'ordine a Bologna a seguito di alcuni moti anti-papisti scoppiati il 20 marzo 1479 e rinunciò anche alla commenda del monastero di Santa Maria alla Gironda presso Bozzolo il 18 giugno di quell'anno, passandola a suo fratello Ludovico. Il 28 dicembre 1480 fece ritorno a Roma dalla sua legazione e venne nuovamente nominato legato a latere a Bologna il 15 dicembre 1482, ma decise prima di recarsi a Ferrara per incoraggiare gli abitanti della città a combattere contro Venezia, guadagnandosi la reputazione di grande oratore e principe della chiesa, ma generoso coi poveri e profondamente devoto alla Madonna.
Dal 1479 al 1480 accolse presso la sua corte di Mantova Angelo Poliziano, dove il letterato scrisse la Fabula di Orfeo.
Come altri componenti della famiglia, collezionò reperti antichi tra cui una parte dei tesori appartenenti a papa Paolo II, collezionista di gemme.
Andrea Mantegna oltre che raffigurarlo nella Camera degli Sposi, gli dedicò un ritratto.
Morì il 21 ottobre 1483 presso il Palazzo della Signoria a Bologna a causa di un'intossicazione. Nel documento originale che ne attestava la morte si legge che la causa del decesso fu per disordini; percioché bevendo l'acqua della Porretta non servò la guardia conveniente. Il suo corpo venne trasportato a Mantova e sepolto nel mausoleo di famiglia presso la chiesa di San Francesco. L'orazione funebre venne tenuta da Giovanni Lucido Cataneo.

## Ascendenza
|                                |                           |                                    | Genitori                           |  |  | Nonni |  |  | Bisnonni            |  |  | Trisnonni           |  |
|                                |                           |                                    |                                    |  |  |       |  |  | Francesco I Gonzaga |  |  | Ludovico II Gonzaga |  |
|                                |                           |                                    |                                    |  |  |       |  |  | Francesco I Gonzaga |  |  | Ludovico II Gonzaga |  |
|                                |                           | Alda d'Este                        |                                    |  |  |       |  |  | Francesco I Gonzaga |  |  |                     |  |
| Gianfrancesco Gonzaga          |                           |                                    |                                    |  |  |       |  |  | Francesco I Gonzaga |  |  |                     |  |
|                                |                           | Margherita Malatesta               | Galeotto I Malatesta               |  |  |       |  |  |                     |  |  |                     |  |
|                                |                           | Margherita Malatesta               | Galeotto I Malatesta               |  |  |       |  |  |                     |  |  |                     |  |
|                                |                           | Margherita Malatesta               | Gentile da Varano                  |  |  |       |  |  |                     |  |  |                     |  |
| Ludovico II Gonzaga            |                           | Margherita Malatesta               |                                    |  |  |       |  |  |                     |  |  |                     |  |
|                                |                           | Malatesta IV Malatesta             | Pandolfo II Malatesta              |  |  |       |  |  |                     |  |  |                     |  |
|                                |                           | Malatesta IV Malatesta             | Pandolfo II Malatesta              |  |  |       |  |  |                     |  |  |                     |  |
|                                |                           | Malatesta IV Malatesta             | Paola Orsini                       |  |  |       |  |  |                     |  |  |                     |  |
| Paola Malatesta                |                           | Malatesta IV Malatesta             |                                    |  |  |       |  |  |                     |  |  |                     |  |
|                                |                           | Elisabetta da Varano               | Rodolfo II Da Varano               |  |  |       |  |  |                     |  |  |                     |  |
|                                |                           | Elisabetta da Varano               | Rodolfo II Da Varano               |  |  |       |  |  |                     |  |  |                     |  |
|                                |                           | Elisabetta da Varano               | Camilla Chiavelli                  |  |  |       |  |  |                     |  |  |                     |  |
| Francesco Gonzaga              |                           | Elisabetta da Varano               |                                    |  |  |       |  |  |                     |  |  |                     |  |
|                                | Federico I di Brandeburgo | Federico V di Norimberga           |                                    |  |  |       |  |  |                     |  |  |                     |  |
|                                | Federico I di Brandeburgo | Federico V di Norimberga           |                                    |  |  |       |  |  |                     |  |  |                     |  |
|                                | Federico I di Brandeburgo | Elisabetta di Meißen               |                                    |  |  |       |  |  |                     |  |  |                     |  |
| Giovanni l'Alchimista          | Federico I di Brandeburgo |                                    |                                    |  |  |       |  |  |                     |  |  |                     |  |
|                                |                           | Elisabetta di Baviera-Landshut     | Federico di Baviera-Landshut       |  |  |       |  |  |                     |  |  |                     |  |
|                                |                           | Elisabetta di Baviera-Landshut     | Federico di Baviera-Landshut       |  |  |       |  |  |                     |  |  |                     |  |
|                                |                           | Elisabetta di Baviera-Landshut     | Maddalena Visconti                 |  |  |       |  |  |                     |  |  |                     |  |
| Barbara di Brandeburgo         |                           | Elisabetta di Baviera-Landshut     |                                    |  |  |       |  |  |                     |  |  |                     |  |
|                                |                           | Rodolfo III di Sassonia-Wittenberg | Venceslao I di Sassonia-Wittenberg |  |  |       |  |  |                     |  |  |                     |  |
|                                |                           | Rodolfo III di Sassonia-Wittenberg | Venceslao I di Sassonia-Wittenberg |  |  |       |  |  |                     |  |  |                     |  |
|                                |                           | Rodolfo III di Sassonia-Wittenberg | Cecilia da Carrara                 |  |  |       |  |  |                     |  |  |                     |  |
| Barbara di Sassonia-Wittenberg |                           | Rodolfo III di Sassonia-Wittenberg |                                    |  |  |       |  |  |                     |  |  |                     |  |
|                                |                           | Barbara di Legnica                 | Rupert I di Legnica                |  |  |       |  |  |                     |  |  |                     |  |
|                                |                           | Barbara di Legnica                 | Rupert I di Legnica                |  |  |       |  |  |                     |  |  |                     |  |
|                                |                           | Barbara di Legnica                 | Edvige di Sagan                    |  |  |       |  |  |                     |  |  |                     |  |
|                                |                           | Barbara di Legnica                 |                                    |  |  |       |  |  |                     |  |  |                     |  |

## Stemma
| Immagine | Blasonatura |
| -------- | --- |
| \| \|    | Francesco Gonzaga Cardinale D'argento, alla croce patente di rosso accantonata da quattro aquile di nero dal volo abbassato; sul tutto, inquartato: nel primo e nel quarto di rosso al leone dalla coda doppia d'argento, armato e lampassato d'oro, coronato e collarinato dello stesso; nel secondo e nel terzo fasciato d'oro e di nero (Gonzaga di Mantova). Lo scudo, accollato a una croce astile patriarcale d'oro, posta in palo, è timbrato da un cappello con cordoni e nappe di rosso. Le nappe, in numero di trenta, sono disposte quindici per parte, in cinque ordini di 1, 2, 3, 4, 5. |
|          | |